# Цибенко Павло Андрійович
Павлó Андрійович Цибéнко (21 серпня 1909, Боровиця — 24 листопада 1985, Київ) — мистецтвознавець родом з села Боровиця на Черкащині. Автор монографії «А. Г. Петрицький» (1951), каталога «Юрій Стефанчук — художник театру» (1965), співавтор «Історії українського мистецтва» (1968—1970). Писав науково-популярні статті на мистецькі теми.